# Parker Island
Parker Island är en ö i Kanada.   Den ligger i provinsen British Columbia, i den sydvästra delen av landet, 3 600 km väster om huvudstaden Ottawa. Arean är 1,6 kvadratkilometer.
Terrängen på Parker Island är platt. Öns högsta punkt är 117 meter över havet. Den sträcker sig 2,6 kilometer i nord-sydlig riktning, och 2,5 kilometer i öst-västlig riktning.
I omgivningarna runt Parker Island växer i huvudsak blandskog.